# Mutatocoptops cambodgensis
Mutatocoptops cambodgensis là một loài bọ cánh cứng trong họ Cerambycidae.